# Celeste D’Arcángelo
Celeste Abril D’Arcángelo (Córdoba, 7 de julio de 2003) es una gimnasta rítmica individual conocida por ser la primera argentina de esta disciplina que calificó en los Juegos Olímpicos, en este caso, de la Juventud de Buenos Aires 2018. Asimismo, es ocho veces campeona nacional y medallista de bronce en la final de cinta de los Juegos Suramericanos de Asunción 2022.

## Trayectoria

### Júnior
D'Arcangelo empezó entrenando en Córdoba Athletic a los cuatro años, hasta que esa actividad en el centro deportivo fue cerrada. Luego de eso, al estar interesada en el deporte, ingresó al Club Municipalidad de Córdoba, donde pudo entrenar con Silvina Márquez, Sandra Ré, Anahí Sosa, Antonella Yacobelli, Laura Arribas y Vanina Lorefice (su actual entrenadora). A los 9 años participó en su primer Campeonato Sudamericano en la categoría preinfantil.
Participó en el Campeonato Panamericano Júnior 2018, en Medellín, donde quedó quinta en el All Around, quinta por equipos junto a Candela Urso, Martina Hadrowa y Karema Jara, y pasó a tres finales por aparato. Además, este torneo le dio el pase para los Juegos Olímpicos de la Juventud 2018, en Buenos Aires, donde se convirtió en la primera gimnasta rítmica argentina, en clasificar a unos Juegos Olímpicos.
En los Juegos Olímpicos de la Juventud 2018 quedó en el vigésimo noveno puesto en las clasificaciones y en el cuarto puesto en el evento mixtos de equipos multidisciplinarios, también fue la más joven de la delegación argentina que participó del evento multidisciplinario.

### Sénior
Compitió en los Juegos Panamericanos de Lima 2019, donde quedó octava en la final de pelota y en el decimocuarto en el allround. En 2021, compitió en el Campeonato Panamericano de Gimnasia Rítmica 2021, en Río de Janeiro. Brasil, donde terminó en el decimotercer puesto, también séptima en la final de mazas, y cuarta por equipos, junto con Sol Fainberg, Candela Urso y Martina Gil.

## Vida personal
Celeste D'Arcángelo, es la menor de cuatro hermanos y hermanas, siendo uno de ellos, Hernán D'Arcángelo, medallista en los Juegos Panamericanos de 2011 en squash.

## Premios y medallas
- Medalla de bronce en cinta en los Juegos Suramericanos de Asunción 2022
- Medalla de plata en all around en Campeonato Sudamericano de Gimnasia Rítmica 2018 en Melgar, Colombia
- Medalla de oro en aro en Campeonato Sudamericano de Gimnasia Rítmica 2018 en Melgar, Colombia
- Medalla de plata en mazas en Campeonato Sudamericano de Gimnasia Rítmica 2018 en Melgar, Colombia
- Medalla de oro en cinta en Campeonato Sudamericano de Gimnasia Rítmica 2018 en Melgar, Colombia
- Medalla de plata en equipos Junto a Candela Urso y Karema Jara en Campeonato Sudamericano de Gimnasia Rítmica 2018 en Melgar, Colombia
- Medalla de bronce en mazas en Campeonato Sudamericano Age Group y Juvenil de Gimnasia Rítmica 2017[5] en Guayaquil, Ecuador
- Medalla de plata en aro en Campeonato Sudamericano Age Group y Juvenil de Gimnasia Rítmica 2017[5] en Guayaquil, Ecuador
- Medalla de bronce en cintas en Campeonato Sudamericano Age Group y Juvenil de Gimnasia Rítmica 2017[5] en Guayaquil, Ecuador
- Medalla de bronce en all around en Campeonato Sudamericano Age Group y Juvenil de Gimnasia Rítmica 2017[5] en Guayaquil, Ecuador
- Medalla de oro en equipos Junto a Sofía Bergliaffa y Sol Martínez Fainberg en Campeonato Sudamericano Age Groups y Juvenil de Gimnasia Rítmica 2017[5] en Guayaquil, Ecuador
- Medalla de bronce en aro en Campeonato Sudamericano de Gimnasia Rítmica 2016 en Paipa, Colombia
- Medalla de plata en equipos Junto a Sol Martínez Fainberg, Sofia Bergliaffa y Azul Pérez en Campeonato Sudamericano de Gimnasia Rítmica 2016 en Paipa, Colombia